# 김종훈 (1952년)
김종훈(金宗壎, 1952년 5월 5일 ~ )은 대한민국의 외교관이었고, 제19대 국회의원을 지낸 정치인이다.

## 생애
제8회 외무고등고시에 합격하여 1974년에 외무부에 입부하였다. 노무현 정부부터 FTA를 담당하며, FTA 협상 업무를 수행하면서, 2008년 한미 FTA협상을 체결해낸 주역이다. 이후 칠레, 유럽 등과도 자유무역협정을 추진했다. 외교통상부의 통상교섭본부 본부장을 역임했다.

## 경력
- SK이노베이션 사회공헌위원회 위원장
- SK이노베이션 사외이사후보추천위원회 위원장
- 2020년 3월 ~ 2023년 3월 : SK이노베이션 이사회 의장
- 대한체육회 명예대사 겸 국제위원장
- 2019년 4월 ~ : 보다나은미래를위한 반기문재단 운영위원
- 2017년 1월 ~ : 재단법인 한미동맹재단 이사(외교)
- 2017년 ~ SK이노베이션 사외이사
- 2010년 5월 : 제66차 UN 아시아 태평양 경제 사회 위원회 총회 의장
- 2008년 4월 : 제64차 UN 아시아 태평양 경제 사회 위원회 총회 의장
- 2007년 8월 ~ 2011년 12월 : 외교통상부 통상교섭본부장
- 2006년 6월 : 한미자유무역협정 한국측 수석대표
- 2005년 : APEC 대사
- 2004년 8월 ~ 2007년 8월 : APEC 고위관리회의 대표
- 2002년 ~ 2004년 : 주샌프란시스코영사관 총영사
- 2000년 ~ 2002년 : 외교통상부 통삽교섭본부 지역통상국장
- 1998년 : 주 제네바 대한민국 대표부 공사
- 1997년 : 외무부 국제경제국 심의관
- 1996년 : 외무부 의전심의관
- 1993년 : 주 미국 대한민국 대사관 참사관
- 1991년 : 외무부 의전담당관
- 1990년 : 외무부 특전담당관
- 1987년 : 주 캐나다 대한민국 대사관 참사관
- 1985년 : 서울올림픽조직위원회 파견
- 1981년 : 주어퍼볼타대사관 2등서기관
- 1979년 : 주 프랑스 대한민국 대사관 3등서기관
- 1974년 11월 : 외무부 입부
- 1974년 5월 : 제8회 외무고시 합격

## 의정 활동
- 2015년 6월 : 국무총리 황교안 임명동의에 관한 인사청문특별위원회 위원
- 2015년 1월 : 새누리당 인재영입위원회 위원
- 2014년 11월 ~ 2016년 5월 : 제19대 국회 산업통상자원위원회 위원
- 2014년 8월 : 새누리당 국제위원회 위원장
- 2014년 6월 ~ 2015년 1월 : 새누리당 인사청문제도개혁 TF 위원
- 2014년 3월 : 새누리당 서울시당 공천관리위원회 위원장
- 2014년 2월 ~ 2014년 6월 : 제19대 국회 통상관계대책특별위원회 새누리당 간사
- 2013년 10월 : 새누리당 창조경제특별위원회 의료산업활성화 TF 위원
- 2013년 7월 : 새누리당 재해대책위원회 부위원장
- 2013년 4월 ~ 2014년 5월 : 제19대 국회 윤리특별위원회 위원
- 2013년 4월 : 새누리당 외교역량강화특별위원회 부위원장
- 2012년 11월 ~ 2012년 12월 : 새누리당 대선 중앙선거대책위원회 인재영입위원회 위원
- 2012년 10월 ~ 2012년 12월 : 새누리당 박근혜 후보 중앙선거대책위원회 직능총괄본부 외교통상본부장
- 2012년 10월 ~ 2012년 12월 : 새누리당 서울시당 선거대책위원회 공약위원회 위원장
- 2012년 10월 ~ 2012년 12월 : 새누리당 재외선거대책위원회 자문위원
- 2012년 10월 ~ 2012년 12월 : 새누리당 힘찬경제추진단 위원
- 2012년 8월 ~ 2012년 12월 : 새누리당 대선공약개발단 경제키움공약단 위원
- 2012년 7월 ~ 2014.11월 : 제19대 국회 정무위원회 위원
- 2012년 7월 : 새누리당 인재영입위원회 위원
- 2012년 6월 ~ 2013년 5월 : 새누리당 국제위원장
- 2012년 5월 ~ 2016년 5월 : 제19대 국회의원 (서울 강남을)

## 논란

### 숭미사대주의 논란
2010년 12월 13일 한미 FTA와 관련된 세미나에서 FTA에 가장 강력하게 반발했던 농민을 두고 '정부관리를 매수하여 농업보조금을 타는 다방 농민'이라고 비판하였다. 민주당 부대변인 김현은 "김종훈 본부장이 숭미사대주의에 빠져 쌀값 폭락과 구제역에 피눈물을 흘리는 농민들의 아픔은 아랑곳 않고 있다"며 "터무니없는 언사를 듣고 있자니 김 본부장이 어느 나라 머슴인지 묻지 않을 수 없다"라고 비판하였다. 진보신당도 "통상교섭본부장 그만 두고 다방에서 커피나 마시는 게 더 국익에 도움이 될 것"과 "한미FTA로 인해 고통당할 농민들을 단 한 번이라도 생각해 본 적이 있는가"라고 공식적으로 비판하였다.

또한 2012년 총선을 앞두고, 김종훈은 SBS 라디오 '서두원의 시사초점'에서 강북 출마설에 대해 묻자 강북을 저 어디 어두컴컴한 데'라고 묘사하여 물의를 빚었고, CBS와의 인터뷰에서 “구멍가게 찾아보기 어렵게 된 지 20년이 됐다”며 “이것이 한-미 에프티에이(FTA) 때문이라고 말하는 것은 사실과 다르다”는 발언으로 대한민국내 영세업자들의 반발을 사기도 했다.

### 트위터 계정폭파논란
새누리당은 28일 논평을 통해 "4.11 총선거를 앞두고 홍사덕, 김종훈 후보 등 새누리당 후보들의 트위터 계정에 대한 공격이 잇따르고 있다"며 트위터 계정폭파를 신종 사이버 공격으로 규정하고, "검찰은 트위터 계정폭파 범죄에 대해 즉각 수사에 나서 선거를 방해하려는 집단의 배후를 밝혀내라"고 촉구했다. 그러나 "트위터 계정폭파란 존재하지 않으며, 오히려 사용자가 반복된 글을 일방적으로 보내는 등 이용규정 위반할 경우 정지된다"는 트위터 본사 측 반박으로 새누리당 측의 이러한 주장은 사실과 다른 것으로 밝혀졌다.

## 역대 선거 결과
|  | 59.47% |

|  | 44.4% |

## 같이 보기
- 김현종
- 한미관계
- 한미자유무역협정